# Michel Stavaux
Michel Stavaux est un poète belge de langue française né en 1948 saisi dès l’enfance par la poésie de ses Ardennes, celles célébrées par Verlaine, par Apollinaire.
Publié à l’adolescence, (Cheval d’ivoire, éditions Gallimard, 1964) il revient tardivement à l’écriture après une longue interruption due à une carrière professionnelle très prenante en tant qu’administrateur de l’Union Européenne. Alain Bosquet a ainsi classé Michel Stavaux parmi les « poètes occasionnels » (La poésie française après 1950, éditions de La Différence), ce qui lui convient. Ayant essayé plusieurs techniques d’écriture il explore de préférence un style néo-classique s’exprimant au plus près de la diction d’aujourd’hui et ne rejetant des canons classiques que ce qui est inutile à l’harmonie sonore. Michel Stavaux est lauréat de l’Académie Royale de langue et Littérature Françaises de Belgique.

### Présence en anthologie
- Les voyages en poésie, Gallimard éd.
- Bernard Delvaille, La nouvelle poésie française, Séghers éd.
- Poèmes de l’année, Séghers éd.
- Alain Bosquet, La poésie française depuis 1950, La différence éd.
- Liliane Wouters, Panorama de la poésie française de Belgique, Jacques Antoine éd.

## Extrait deAnalogies, 2024
Paroles sur un air de tango

L’isolateur de porcelaine

Entend passer les mots d’amour

Et sur les fils du téléphone

Les oiseaux éveillent le jour
Le cuivre et l’électricité

Echangent ainsi leurs paroles

Tant qu’en richesse ou pauvreté

Ces mots suivent leur jeu de rôle

L’espoir vit entre les pylônes

De béton qui vers elle accourent

Quand dans la ville où n’est personne

Des moineaux étreignent le jour

## Commentaires
- Serge Brindeau, La poésie contemporaine de langue française depuis 1945, Bordas
- Pierre de Boisdeffre, Histoire de la littérature de langue française des années 30 aux années 80, Perrin
- J. Majault (dir.), Littérature de notre temps, Casterman
- R. Burniaux et R. Frickx, La Littérature belge, PUF (coll. « Que sais-je ? »)
- R. Frickx et M. Joiret, La poésie française de Belgique de 1880 à nos jours, Nathan-Labor
- Adrien Jans (dir.), Lettres vivantes, La Renaissance du Livre
- R. Frickx et R. Trousson (dir.), Dictionnaire des œuvres, Duculot
- Dictionnaire des Belges, 9000 noms qui ont fait la Belgique, Paul Legrain éd
- Y-W Delzenne et J Houyoux, Le nouveau dictionnaire des Belges de 1830 à nos jours,
- Le Cri-La Libre Belgique-RTBF éd

- Francis Vanelderen in La Wallonie, les pays et les hommes, lettres-arts-culture, tome 3, de 1918 à nos jours, Temps d’arrêt sur une efflorescence

- Yves Namur, La nouvelle poésie française de Belgique, Taillis Prés, 2009

Marie-Christine Guidon, à propos du recueil Analogies, in Art et poésie de Touraine, n° 256, 2024
On ne présente plus Michel Stavaux, poète belge de langue française qui nous livre avec ce recueil une série de poèmes composée à partir d’une réflexion sur l’esthétique poétique reprise en tant que préface. Se mêlent alors rêverie, mythes enchantés, subtilités des sonorités et du rythme, émotion, émerveillement pour que la magie opère et vienne nous enivrer de sa mélodie troublante et d’une intensité hors du commun.
A la lecture du poème Mes domiciles, on ne peut s’empêcher de penser à l’homme aux semelles de vent : La maison du chemin libre sous les sandales/ Le temps ne reconnaît pour moi de domicile/Sous les étoiles qui sont comme une grande ville. L’analogie entre poète et vigneron, entre autres, illustre parfaitement, en des termes savamment choisis, la maîtrise de l’art, le goût de la perfection. Le terroir et l’esprit s’apprivoisent et s’harmonisent au sein d’une nature omniprésente.
Ecrire est un artisanat sacré. Force est de constater qu’à chaque page s’écrit la flamboyance du poète qui nous invite à conjuguer la mythologie et l’instant présent. Au fil de son regard lucide, il nous révèle ce qui guide sa Raison dorée face au cadran solaire poétique : Aux battements d’envol s’accorde le poème/ Les coups d’ailes trouvant la pâture du jour/ De piller la foison de la lumière même/ Et tracer dans le bleu vivant le mot amour.
Philippe Leuckx, à propos du recueil Analogies in Nos lettres, décembre 2023

« Les poèmes nous donnent à lire un véritable éveilleur ».
Franck Bassoleil, à propos du recueil Analogies, in revue Florilège n° 194
« …c’est à cet instant qu’une poésie est supérieure à toutes les autres formes de pensée. »
Nathalie Lescop-Boeswillwald , à propos du recueil Analogies, in Les amis de Thalie, n° 118, 2023
« J’appelle simplement cela de la Haute-Poésie. Chaque poème est sculpté, ciselé et poli, travail d’artisanat parfait apportant son lot d’images remarquables. Un grand bonheur, à lire absolument ! »
Joseph Bodson, à propos du recueil Analogies in Reflets Wallonie-Bruxelles, n° d’octobre- novembre-décembre 2023
« Quel meilleur maître en poésie que celui qui n’hésite pas à livrer ses secrets ? Une préface très lucide et très juste nous introduit dans le monde poétique de Michel Stavaux qui n’a pas changé depuis ses tout premiers poèmes : la même pureté, la même limpidité, un ton d’emblée juste et qui emporte l’adhésion. Le poète joue et se joue des images, des sonorités, des sens divers et des rythmes variés. »
Didier Ayres, à propos du recueil Cailloux , La cause littéraire , 13.01.2022
« Il est rare de traverser un recueil semblable à l’idée que l’on se fait d’une grande poésie ou de se sentir proche de cette quête du langage qui permet au lecteur de vagabonder dans l’esprit, la pensée comme soupesée à l’aune de l’éclat laissant un goût de beauté. C’est esthétique pure, travaillée suffisamment pour que le poète trouve une sorte de paix. Donc, pas d’agrégats baroques, une langue lisse et voluptueuse saisie par de grandes abstractions englobantes et lyriques.»

Le Cri-La Libre Belgique-RTBF éd
« Ce qui frappe…c’est une évidente noblesse, une hauteur de ton, bien rare aujourd’hui. Un poète conscient de sa mission, de son devoir d’homme et de poète: restaurer cette dignité, justement, et aussi cette innocence que nous avons perdues, et la dignité du poète, de sa démarche, de sa quête, telles qu’on les trouve, par exemple, chez Saint- John-Perse, ou Pierre-Jean-Jouve…. Rien d’étonnant dès lors si le lecteur se trouve plongé dans une ambiance qui pourrait être celle du paradis avant la faute, dans l’innocence des éléments, des anges, des pierres, de toutes les bêtes, de toutes les plantes. Un monde fait de sérénité, mais aussi animé d’une crainte sourde, avec le retour lancinant d’autres évocations, celles de la chute, de la perte du bonheur initial…. L’homme est là, toujours, assumant son rôle à grande peine jusqu’à ce que son corps lui-même en soit marqué : Pourtant tu demeures semblable à ton visage/Malgré le lent écoulement de la face/Du soleil brûlant les schistes. Et :D’attendre la passe peut-être/Laisserais-je dans la glaise/Jusqu’à la pluie prochaine/L’empreinte de mes genoux. Car l’homme est un homme d’aguet, et la chasse elle-même fait partie de l’équilibre de cette terre, qu’on le veuille ou non. D’où ce superbe Péan: Au sommet de la colline/La volonté du feu/D’enflammer le vent/Tel est mon nom/Puisque le vent/Est un dieu guerrier//Enfant sauvage/Pareil au temps//Tel est mon nom….Oui, la création du monde, c’est devant nous qu’elle se tient, et non derrière, restaurant la fidélité au monde et à la pierre d’où nous sommes venus, et la grande amitié de la nature. »
- Joseph Bodson, président de l’Association Royales des Écrivains et Artistes de Wallonie-Bruxelles ,à propos du recueil Les Régaux in Reflets Wallonie-Bruxelles, 2017[7]

« Les « Cailloux » de Michel Stavaux rouleront longtemps dans nos mémoires. Cailloux à forte et haute résonance qui entrent dans le plain-chant des écritures accomplies » Michel Joiret à propos du recueil « Cailloux » in Le non-dit , 2022
- Nathalie Lescop-Boeswillwald à propos du recueil « Cailloux » in Les amis de Thalie, 2021

« Avec ce merveilleux recueil où les mots sont comme des pierres qui font ricochet sur la pensée, Michel Stavaux crée un univers si particulier qu’il devient musique de voyelles venant se fixer dans la profondeur de la mémoire pour ne plus la quitter. C’est un travail d’orfèvre, une fabrique d’espaces auquel Michel Stavaux se livre, il en ressort des souffles, des murmures, des rêves…. « Cailloux ressuscite l’enfance disparue mais le son propre de cette enfance résonne dans la profondeur de notre être. C’est cela la Poésie ! Magnifique ! » 

## Formation & vie professionnelle
- Docteur en droit (ULB), diplôme de maîtrise de 3e cycle en droit européen (institut d’Études Européennes, ULB), Conseiller en droit des conflits armés ( école royale militaire).
- Administrateur de l’union Européenne auprès de la Commission Européenne[8], chargé d’enseignement à l’Université de Mons-Hainaut

## Distinctions
- Médaille de la Commission Européenne
- Concession d’armoiries, Moniteur 2012-11-07